# Península Valdés
La península Valdés és un accident costaner sobre el Mar Argentí, província del Chubut, Argentina i és part dels 7 Patrimonis de la Humanitat declarat per la UNESCO a l'Argentina. Presenta una porció de terra de contorn quasi rectangular unida al continent per l'istme Carlos Ameghino.

## Fisiografia

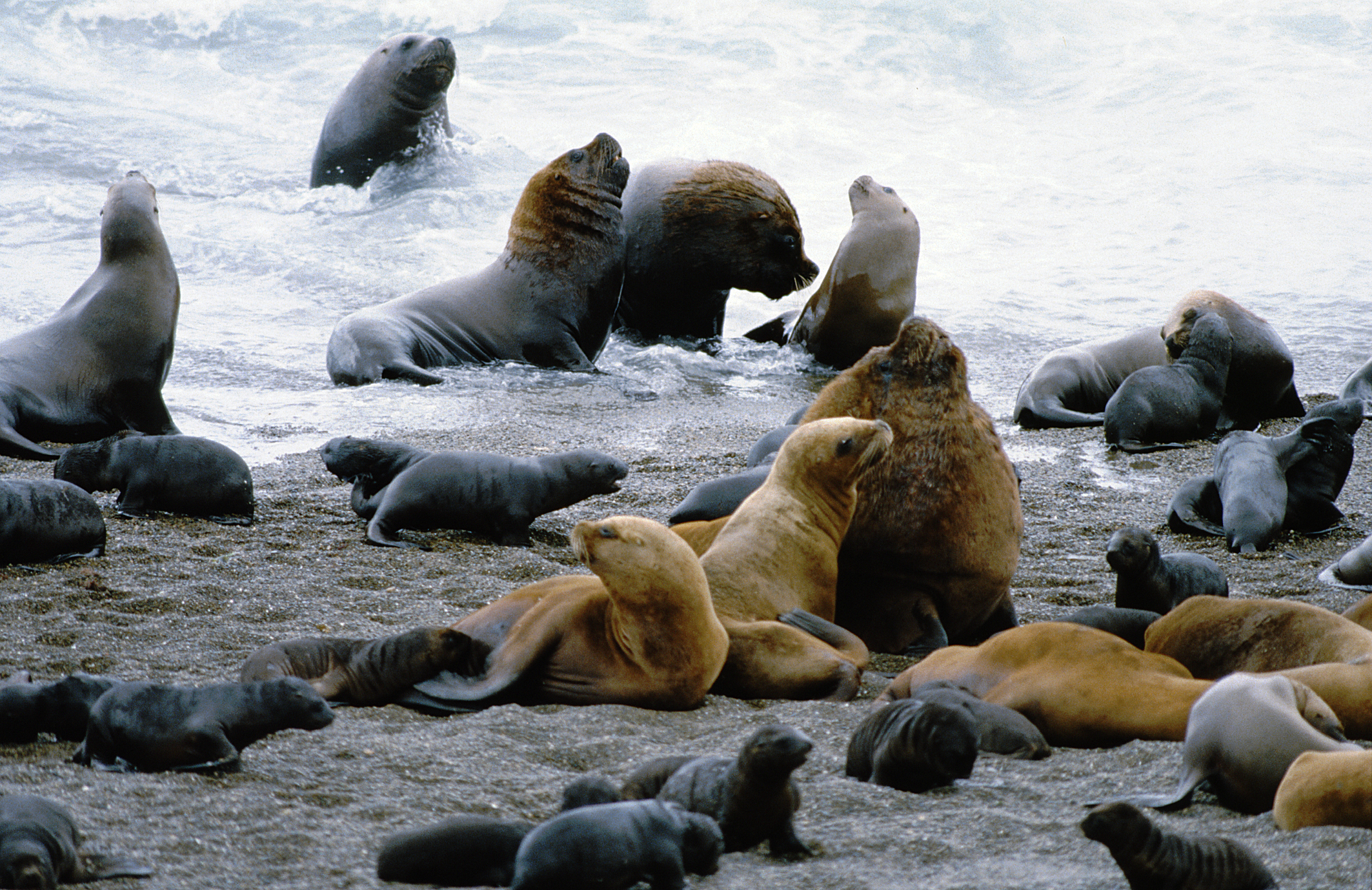
Lleons marins a la península Valdés

Amb una àrea de 3.625 km² i ubicada immediatament al sud del gran Golfo San Matías, aquesta curiosa península presenta dues àmplies escotadures originades en enfonsaments tectònics: al nord el Golfo San José i, al sud, al golf Nou i a l'est una menor, allargada, la Caleta Valdés separada del Mar Argentina per una estreta i prolongada Restinga.
Les majors altituds es troben a la part oriental de l'Istme Carlos Ameghino amb cimera al Cerro Piaggio (110 m), la segona principal elevació és el turó Morro (109 m) just a l'extrem sud d'aquesta península, la costa sud-oest és elevada amb importants penya-segats coronats per "turons" que ronden els 100 metres sobre el nivell del mar, per a contrapartida la major part de l'interior de la península posseeix depressions de fins a 41 metres sota el nivell del mar (Sota el Gualicho - no confondre amb seu gairebé homònim de la província de Río Negro -) i Sota Valdés, altres depressions menors donen lloc a salar, les salines Grandes (No s'ha de confondre amb les altres Salinas Grandes que existeixen també a l'Argentina, aquestes salines de la península només són grans amb relació a la península), la salina Chica (gairebé immediatament a l'oest de les Salines Grans) i El Salitral situat al centre nord-oest de la península. L'únic assentament humà important d'aquesta península és el Villajos de Puerto Pirámides així anomenat per les formacions rocoses piramidals del seu entorn.

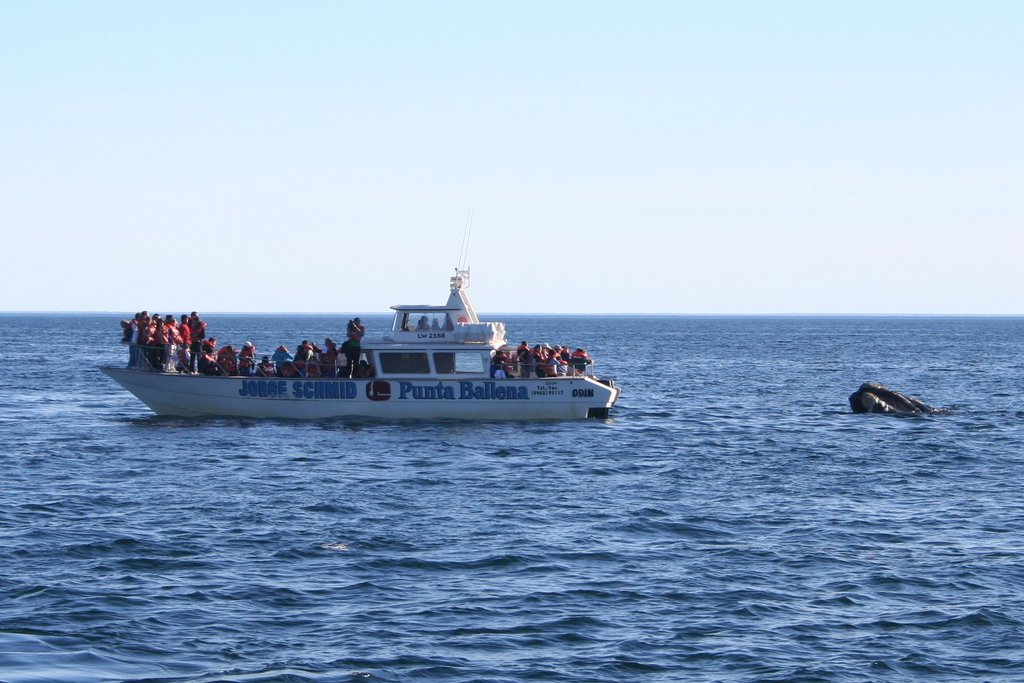
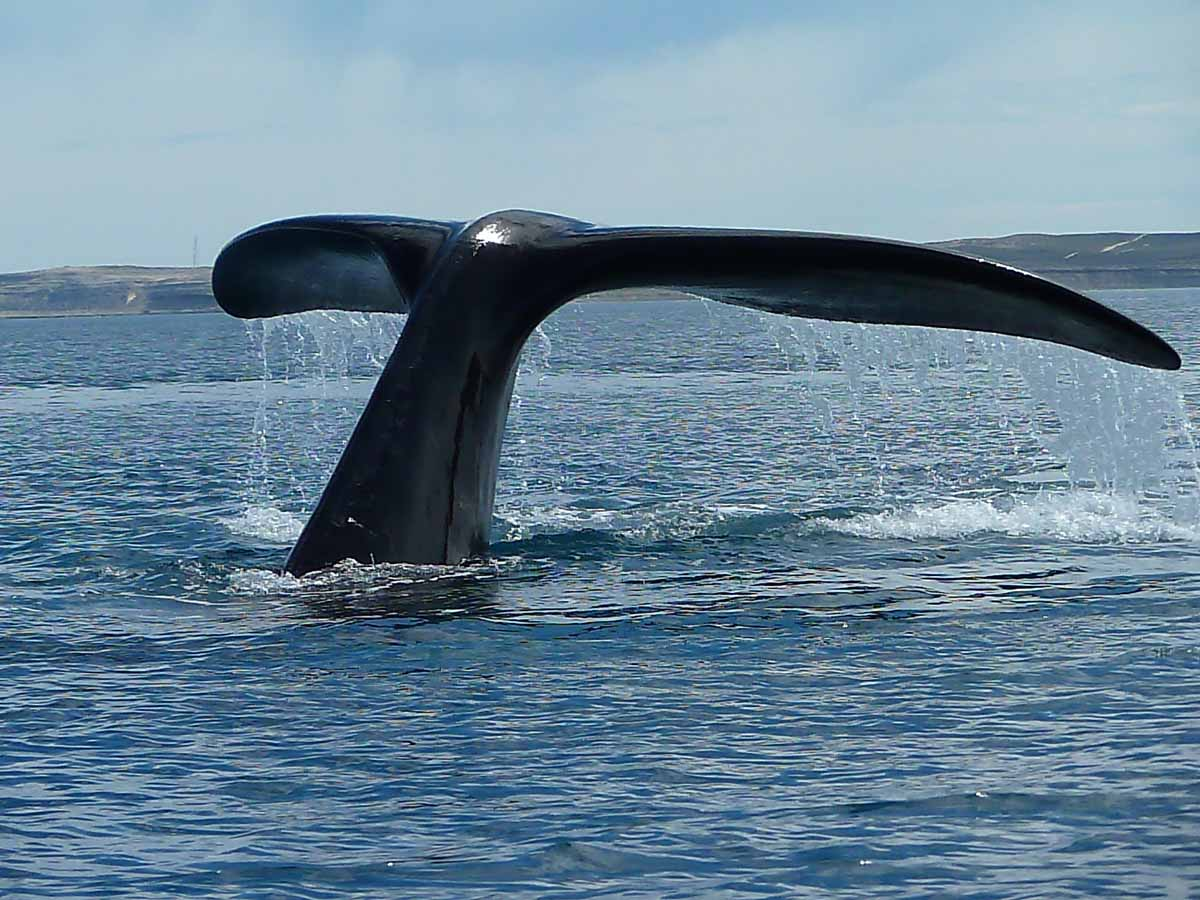
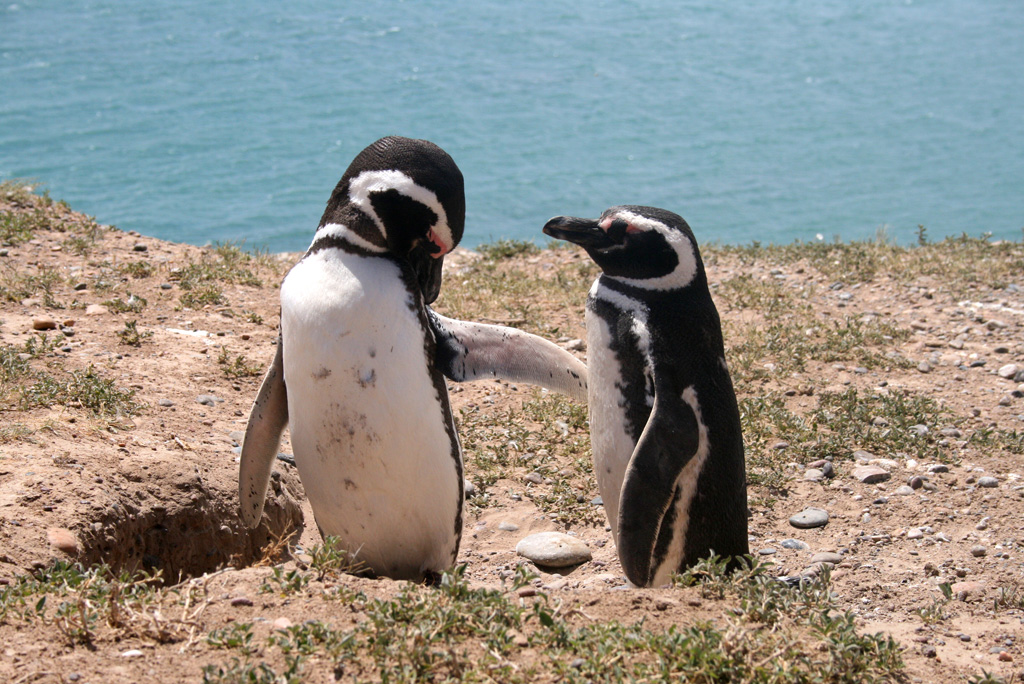